# Список учасників кінофестивалю «Санденс»
Це список фільмів-учасників кінофестивалю «Санденс».

## 1984
- «Остання ніч поблизу Аламо» [1]

## 1985
- «Просто кров»
- «Сімнадцять»
- «Дивніше, ніж у раю»
- «Париж, Техас» [2]

## 1986
- «Пустельні серця»
- «Сім хвилин у раю» [3]

## 1987
- «Очікуючи на Місяць» [4]

## 1989
- «Секс, брехня та відео» [5]

## 1991
- «Отрута» [6]

## 1992
- «Скажені пси» [7]

## 1994
- «Клерки» [8]

## 2000
- «Можеш на мене розраховувати» [9]

## 2001
- «Американський психопат»
- «Донні Дарко»
- «Пам’ятай»
- «Фанатик» [10]

## 2003
- «28 днів потому» [11]

## 2004
- «Відкрите море»
- Детонатор
- «Ефект метелика»
- «Наполеон Динаміт»[12]

## 2005
- «Шкідлива звичка»
- «Сорок відтінків синього» [13]

## 2006
- «Будинок з піску»
- «Тринадцять» [14]

## 2007
- «Одного разу»
- «Темна матерія» [15]

## 2008
- «Безумство»
- «Дабл ю»
- «Замерзла ріка»
- «Русалка»
- «Удушшя» [16]

## 2009
- «Адам»
- «Бухта»
- «Виховання почуттів»
- «Скарб» [17]

## 2010
- «Зимова кістка» [18]

## 2011
- «Інша Земля»
- «Тиранозавр» [19]